# زهير الشلق
زهير الشلق (1918 - 1994)، هو كاتب مؤرخ محام سوري. ولد بدمشق لأسرة ثرية. وتخرج بكلية الحقوق، ومارس المحاماة. واشتهر بتصديه للدكتاتورية. هاجر إلى فرنسا فاستقر بها، وتوفي بمدينة أنتوني قرب باريس. توفي عام 1994 إثر مرض عضال.

## من مؤلفاته
- سورية في عهد الانتداب.
- تاريخ ما نسميه التاريخ.
- الاشتراكية الثورية والاشتراكيون.
- من أوراق الانتداب.
- في قفص الاتهام.